# Faenor
Pour le personnage de Tolkien, voir Fëanor.
Faenor ou Y Faenor est une communauté du Ceredigion, au pays de Galles.

## Géographie
Elle est située dans le nord du comté, juste au nord-est de la ville d'Aberystwyth, et comprend les villages et hameaux de Capel Dewi (en), Comins Coch (en) et Waunfawr (cy).

## Démographie
Au recensement de 2011, elle comptait 2 545 habitants.